# Atyurjevói járás
Az Atyurjevói járás (oroszul Атюрьевский район, erza nyelven Атюрьбуе, moksa nyelven Атерень аймак) Oroszország egyik járása Mordvinföldön. Székhelye Atyurjevo.

## Népesség
- 1989-ben 15 112 lakosa volt.
- 2002-ben 12 151 lakosa volt, akik főleg moksák, oroszok és tatárok.
- 2010-ben 10 952 lakosa volt, melyből 9 886 mordvin, 589 tatár, 432 orosz.